# دیوید اندرسن
دیوید اندرسن (انگلیسی: David Andersen؛ زادهٔ ۲۳ ژوئن ۱۹۸۰) یک بازیکن بسکتبال اهل استرالیا است. از باشگاه‌هایی که در آن بازی کرده‌است می‌توان به تورنتو رپترز، نیو اورلینز پلیکانز، باشگاه بسکتبال بارسلونا، و هیوستون راکتس اشاره کرد.